# ماكون (جورجيا)
ماكون هي مدينة في ولاية جورجيا في الولايات المتحدة الأمريكية.

## المناخ
يظهر الجدول التالي التغييرات المناخية على مدار السنة لماكون:
| البيانات المناخية لـماكون                          | البيانات المناخية لـماكون | البيانات المناخية لـماكون | البيانات المناخية لـماكون | البيانات المناخية لـماكون | البيانات المناخية لـماكون | البيانات المناخية لـماكون | البيانات المناخية لـماكون | البيانات المناخية لـماكون | البيانات المناخية لـماكون | البيانات المناخية لـماكون | البيانات المناخية لـماكون | البيانات المناخية لـماكون | البيانات المناخية لـماكون |
| الشهر                                              | يناير                     | فبراير                    | مارس                      | أبريل                     | مايو                      | يونيو                     | يوليو                     | أغسطس                     | سبتمبر                    | أكتوبر                    | نوفمبر                    | ديسمبر                    | المعدل السنوي             |
| -------------------------------------------------- | ------------------------- | ------------------------- | ------------------------- | ------------------------- | ------------------------- | ------------------------- | ------------------------- | ------------------------- | ------------------------- | ------------------------- | ------------------------- | ------------------------- | ------------------------- |
| الدرجة القصوى °ف (°م)                              | 84 (29)                   | 85 (29)                   | 92 (33)                   | 96 (36)                   | 100 (38)                  | 108 (42)                  | 108 (42)                  | 105 (41)                  | 105 (41)                  | 103 (39)                  | 88 (31)                   | 82 (28)                   | 108 (42)                  |
| الحد الأقصى المتوسط °ف (°م)                        | 73.9 (23.3)               | 76.7 (24.8)               | 83.7 (28.7)               | 88.6 (31.4)               | 93.3 (34.1)               | 97.8 (36.6)               | 99.4 (37.4)               | 98.8 (37.1)               | 94.7 (34.8)               | 88.4 (31.3)               | 81.6 (27.6)               | 75.9 (24.4)               | 100.6 (38.1)              |
| متوسط درجة الحرارة الكبرى °ف (°م)                  | 57.8 (14.3)               | 62.1 (16.7)               | 69.5 (20.8)               | 76.8 (24.9)               | 84.6 (29.2)               | 90.3 (32.4)               | 92.6 (33.7)               | 91.4 (33.0)               | 86.1 (30.1)               | 77.4 (25.2)               | 68.8 (20.4)               | 59.6 (15.3)               | 76.4 (24.7)               |
| متوسط درجة الحرارة الصغرى °ف (°م)                  | 34.8 (1.6)                | 38.0 (3.3)                | 44.1 (6.7)                | 50.1 (10.1)               | 59.2 (15.1)               | 67.6 (19.8)               | 71.0 (21.7)               | 70.3 (21.3)               | 63.9 (17.7)               | 52.4 (11.3)               | 43.0 (6.1)                | 36.4 (2.4)                | 52.6 (11.4)               |
| الحد الأدنى المتوسط °ف (°م)                        | 17.8 (−7.9)               | 22.0 (−5.6)               | 27.5 (−2.5)               | 34.3 (1.3)                | 45.6 (7.6)                | 57.6 (14.2)               | 64.8 (18.2)               | 62.7 (17.1)               | 50.5 (10.3)               | 35.2 (1.8)                | 27.7 (−2.4)               | 20.5 (−6.4)               | 14.8 (−9.6)               |
| أدنى درجة حرارة °ف (°م)                            | −6 (−21)                  | 8 (−13)                   | 14 (−10)                  | 28 (−2)                   | 40 (4)                    | 46 (8)                    | 56 (13)                   | 55 (13)                   | 35 (2)                    | 26 (−3)                   | 10 (−12)                  | 5 (−15)                   | −6 (−21)                  |
| الهطول إنش (مم)                                    | 4.24 (108)                | 4.36 (111)                | 4.55 (116)                | 2.96 (75)                 | 2.72 (69)                 | 4.06 (103)                | 4.95 (126)                | 4.10 (104)                | 3.59 (91)                 | 2.79 (71)                 | 3.32 (84)                 | 4.04 (103)                | 45.68 (1٬161)             |
| متوسط تساقط الثلوج إنش (سم)                        | 0.4 (1.0)                 | trace                     | 0.2 (0.51)                | 0 (0)                     | 0 (0)                     | 0 (0)                     | 0 (0)                     | 0 (0)                     | 0 (0)                     | 0 (0)                     | 0 (0)                     | 0.1 (0.25)                | 0.7 (1.8)                 |
| متوسط أيام هطول الأمطار (≥ 0.01 in)                | 10.1                      | 9.0                       | 8.9                       | 7.7                       | 7.8                       | 10.3                      | 11.4                      | 10.4                      | 7.3                       | 6.2                       | 7.9                       | 8.8                       | 105.8                     |
| متوسط الأيام المثلجة (≥ 0.1 in)                    | 0.3                       | 0.2                       | 0.1                       | 0                         | 0                         | 0                         | 0                         | 0                         | 0                         | 0                         | 0                         | 0.1                       | 0.7                       |
| متوسط الرطوبة النسبية (%)                          | 70.2                      | 67.2                      | 66.6                      | 64.8                      | 68.5                      | 70.7                      | 74.2                      | 76.1                      | 76.4                      | 71.2                      | 71.1                      | 70.9                      | 70.7                      |
| ساعات سطوع الشمس الشهرية                           | 179.5                     | 192.2                     | 250.8                     | 283.2                     | 315.3                     | 300.0                     | 293.9                     | 288.0                     | 247.4                     | 253.7                     | 200.2                     | 182.2                     | 2٬986٫4                   |
| نسبة وصول أشعة الشمس                               | 56                        | 62                        | 67                        | 73                        | 73                        | 70                        | 67                        | 70                        | 67                        | 72                        | 64                        | 59                        | 67                        |
| المصدر: NOAA (relative humidity and sun 1961−1990) |                           |                           |                           |                           |                           |                           |                           |                           |                           |                           |                           |                           |                           |

## توأمة
لماكون (جورجيا) اتفاقيات توأمة مع كل من:
- كوروبي
- ماكون
- أوليانوفسك
- غواتشيون
- كاوهسيونغ

## أعلام
- راندي كروفورد
- ليتل ريتشارد
- يوجين بورتون إلي
- بليك كلارك
- كاري بريستون
- دوين ألمان
- أنطونيو بيتيجرو
- إيموري سبير
- كاثرين بروير بنسون
- بيري أوكلي